# Balthasar Burkhard
Pour les articles homonymes, voir Burkhard.
Balthasar Burkhard, né le 24 décembre 1944 à Berne et mort le 16 avril 2010 dans la même ville, est un photographe suisse, dont le travail a reçu une reconnaissance internationale, notamment pour ses séries photographiques monochromatiques de grand-format.

## Biographie
Balthasar Burkhard fait son apprentissage de 1961 à 1964 chez le photographe et réalisateur Kurt Blum. En 1965, en parallèle de l'ouverture de son studio de photographie, il commence un travail documentaire dans le contexte des expositions de la Kunsthalle de Berne, dirigée alors par Harald Szeemann. Celui-ci l'engage en tant que photographe documentaliste. Par ce poste, il entre en contact et développe son rapport à l'art contemporain, qui l'incite à adopter une démarche artistique.
Il est exposé dans différents lieux au cours de l'année 1971, dont la 7ème Biennale des jeunes de Paris. C'est en 1972 que Balthasar Burkhard effectue son premier voyage aux États-Unis en compagnie de Jean-Christoph Ammann. 
En 1975, Burkhard part vivre aux États-Unis afin de devenir acteur. Il s'établit à Chicago et enseigne à l'Université de l'Illinois en tant que conférencier extérieur jusqu'en 1978. Durant cette période Bukhard bénéficie pour la première fois d'une exposition personnelle avec Photocanvastes (1977), à la galerie Zolla-Liebermann de Chicago. Il réside ensuite à New York où ses photographies sont exposées en 1981, à The Swiss Center Gallery. Après ces premières marques de reconnaissance les expositions se succèdent au cours des années 1980, et ce dans différents pays, gage d'un certain succès au niveau international.
Il meurt dans sa ville natale le 16 avril 2010 à l'âge de 65 ans,,.

## Style
Balthasar Burkhard a abordé une grande variété de genres : nu, portraits, paysages (montage, forêt, désert), animaux, architecture et urbanisme (entre autres des travaux sur les villes de Mexico et Chicago). Il reprend ces sujets traditionnels qu'il décontextualise par l'usage du gros plan et de la fragmentation, par exemple dans ses photographies de nus. Balthasar Burkhard affectionne le grand format et le noir et blanc, utilisés pour de nombreuses de ses œuvres. Des choix qui participent au processus de décontextualisation et de mise à distance, constitutifs de la démarche du photographe. Ainsi, le rapport direct entre le spectateur et la photographie est semble-t-il préféré, faisant la belle part à l'exposition plutôt qu'à la création d'ouvrages ou de portfolios. Au travers de ses grands formats Burkhard crée des images ayant vocation à être accrochées.
En 1987, de retour d'un voyage au Japon, il délaisse le grand format qui était jusqu'alors sa marque de fabrique et réalise des photographies plus intimes. Ses héliogravures, qu'il commence à créer durant les années 1990, se caractérisent par les jeux de matières. Cette technique permet à Balthasar Burkhard de déployer une large gamme de tons au sein de ses images. En 2001, dans le cadre d'une commande publique, il a réalisé pour la Chalcographie du Louvre une héliogravure à grains intitulée La robe de la fiancée (Brautkleid).

## Livres de photographies
- Avec Markus Jakob : "Klick!", sagte, die Kamera, Baden, Verlag Lars Müller, 1997, 40 p,  (ISBN 978-3-907044-37-7)[12].

## Expositions

### Expositions personnelles
- 1977 : Photocanvases, Zolla-Liebermann Gallery, Chicago (première exposition personnelle)
- 1er octobre - 13 novembre 1988 : Balthasar Burkhard, Kunsthalle, Berne[13].
- 27 novembre 1994 - 15 janvier 1995 : Balthasar Burkhard, Kunsthaus (de), Zoug[14]

puis 29 octobre 1995 - 17 décembre 1995 : Musée des arts contemporains, Grand-Hornu.
- août - 7 septembre 1997 : Balthasar Burkhard : éloge de l'ombre, Musée Rath, Genève[15],[16].
- 12 décembre 1999 - 14 février 2000 : Balthasar Burkhard, Musée de Grenoble[17],[18],[19].

- 6 juillet - 21 septembre 2003 : Balthasar Burkhard, Musée Kirchner, Davos[20].

- 11 juin - 24 octobre 2004 : Omnia, Kunstmuseum, Berne[21],[22].

- 30 avril- 3 août 2008 : Balthasar Burkhard : reconnaissances, 1969-2007, Strasbourg, Musée d'art moderne et contemporain[23]

puis : 12 septembre 2008 - 11 janvier 2009 : Vevey, Musée Jenisch.
- 2011 : Balthasar Burkhard, Musée des arts contemporains, Grand-Hornu.
- 20 octobre 2017 - 14 janvier 2018 : Musée Folkwang, Essen[24]

puis 11 février - 21 avril 2018 : Balthasar Burkhard, Fotomuseum Winterthur et Fotostiftung Schweiz ; 9 juin - 2 septembre 2018 : Museo d'arte della Svizzera italiana, Lugano.

### Expositions collectives
- 3 mai - 15 septembre 1991 : Autrement dit, les artistes utilisent la photographie : Joerg Bader, Balthasar Burkhard, Silvie et Chérif Defraoui, Ancienne caserne de la Planche, Fribourg[25].